# Йон де Волф
Йон де Волф (нід. John de Wolf, нар. 10 грудня 1962, Східам) — нідерландський футболіст, що грав на позиції захисника. Найбільш відомий за виступами в клубі «Феєнорд», у складі якого став чемпіоном Нідерландів, чотириразовим володарем Кубка Нідерландів та володарем Суперкубка Нідерландів; а також у складі національної збірної Нідерландів. По завершенні ігрової кар'єри — тренер. З 2019 року входить до тренерського штабу клубу «Феєнорд».

## Клубна кар'єра
Йон де Волф народився в місті Східам. У дорослому футболі дебютував 1983 року виступами за команду «Спарта», в якій грав до 1985 року, взявши участь у 58 матчах чемпіонату. Протягом 1985—1989 років захищав кольори клубу «Гронінген».
У 1989 році Йон де Волф привернув увагу тренерського штабу одного із найсильніших нідерландських клубів «Феєнорд». У складі команди з Роттердама де Волф провів наступні шість сезонів своєї ігрової кар'єри. За цей час футболіст став чемпіоном Нідерландів, 4 рази виборював титул володаря Кубка Нідерландів, та ставав володарем Суперкубка Нідерландів.
У 1995 році де Волф став гравцем англійської команди «Вулвергемптон», а в 1996 році повернувся на батьківщину, де грав за клуб «ВВВ-Венло». У 1997 році Йон де Волф став гравцем ізраїльського клубу «Хапоель» (Ашкелон), в якому грав до 1998 року. У 1998 році повернувся на батьківщину, де у складі клубу «Гелмонд Спорт» завершив виступи на футбольних полях у 2000 році..

## Виступи за збірну
У 1987 році Йон де Волф дебютував у складі національної збірної Нідерландів. У складі збірної грав до 1994 року, був у її складі учасником чемпіонату світу 1994 року у США, проте основним футболістом у збірній не був, і за 7 років провів у її формі лише 6 матчів, забивши 2 голи.

## Кар'єра тренера
У 2000 році Йон де Волф розпочав тренерську кар'єру, очоливши тренерський штаб клубу «Зварт-Віт'28», де періодично й сам виходив на поле. У цьому ж році очолив клуб «Гальстерен», де працював до кінця 2001 року. У2002 році очолив клуб «СВВ», й до 2013 року працював у командах «Гаагландія», «Тюркіємспор», ВКЕ та «ВВ Слідрехт».
У 2013 році Йон де Волф увійшов до тренерського штабу клубу «Спарта», де працював до кінця 2014 року. На початку 2015 року де Волф очолив клуб «Ексельсьйор» (Мааслюйс), і в цьому ж році перейшов на роботу до клубу ГВВВ, у якому працював до 2017 року. З 2017 до 2019 року колишній футболіст очолював клуб «Спакенбург».
З 2019 року Йон де Волф входить до тренерського штабу свого колишнього клубу «Феєнорд».

## Титули і досягнення
- Володар Кубка Нідерландів (4):

«Феєнорд»: 1990–1991, 1991–1992, 1993–1994, 1994–1995
- Володар Суперкубка Нідерландів (1):

«Феєнорд»: 1991
- Чемпіон Нідерландів (1):

«Феєнорд»: 1992–1993